# Pedro Pires de Miranda
Pedro José Rodrigues Pires de Miranda (ur. 30 listopada 1928 w Leirii, zm. 20 kwietnia 2015 w Lizbonie) – portugalski inżynier, menedżer i urzędnik państwowy, minister handlu i turystyki (1978), minister spraw zagranicznych (1985–1987).

## Życiorys
Ukończył inżynierię lądową w Instituto Superior Técnico w ramach Uniwersytetu Technicznego w Lizbonie. Zawodowo związany z przedsiębiorstwami przemysłu paliwowego, obejmował w nich stanowiska menedżerskie i dyrektorskie. Pracował w koncernie BP w Portugalii i Wielkiej Brytanii, później zatrudniony w przedsiębiorstwach Sonap i Ipiranga. Pełnił funkcje dyrektora i prezesa w portugalskiej kompanii Petrogal.
Od sierpnia do listopada 1978 sprawował urząd ministra handlu i turystyki w gabinecie, którym kierował Alfredo Nobre da Costa. W 1979 został przewodniczącym komisji do spraw integracji europejskiej, a w 1980 ambasadorem tytularnym do spraw ropy naftowej. Od listopada 1985 do sierpnia 1987 zajmował stanowisko ministra spraw zagranicznych w rządzie Aníbala Cavaco Silvy.
W latach 90. był przewodniczącym fundacji Fundação Luso-Americana para o Desenvolvimento (FLAD).

## Odznaczenia
- Wstęga Orderu Orła Azteckiego (Meksyk, 1986)
- Krzyż Wielki Orderu Rio Branco (Brazylia, 1986)
- Krzyż Wielki Orderu Gwiazdy Polarnej (Szwecja, 1987)
- Krzyż Wielki Orderu Krzyża Południa (Brazylia, 1987)
- Wielka Wstęga Orderu Oswobodziciela (Wenezuela, 1987)
- Legia Honorowa II klasy (Francja, 1990)
- Krzyż Wielki Orderu Honoru (Grecja, 1990)[6]